# Mauro Prosperi
Mauro Prosperi (Roma, 13 luglio 1955) è un pentatleta e ultramaratoneta italiano.

## Biografia

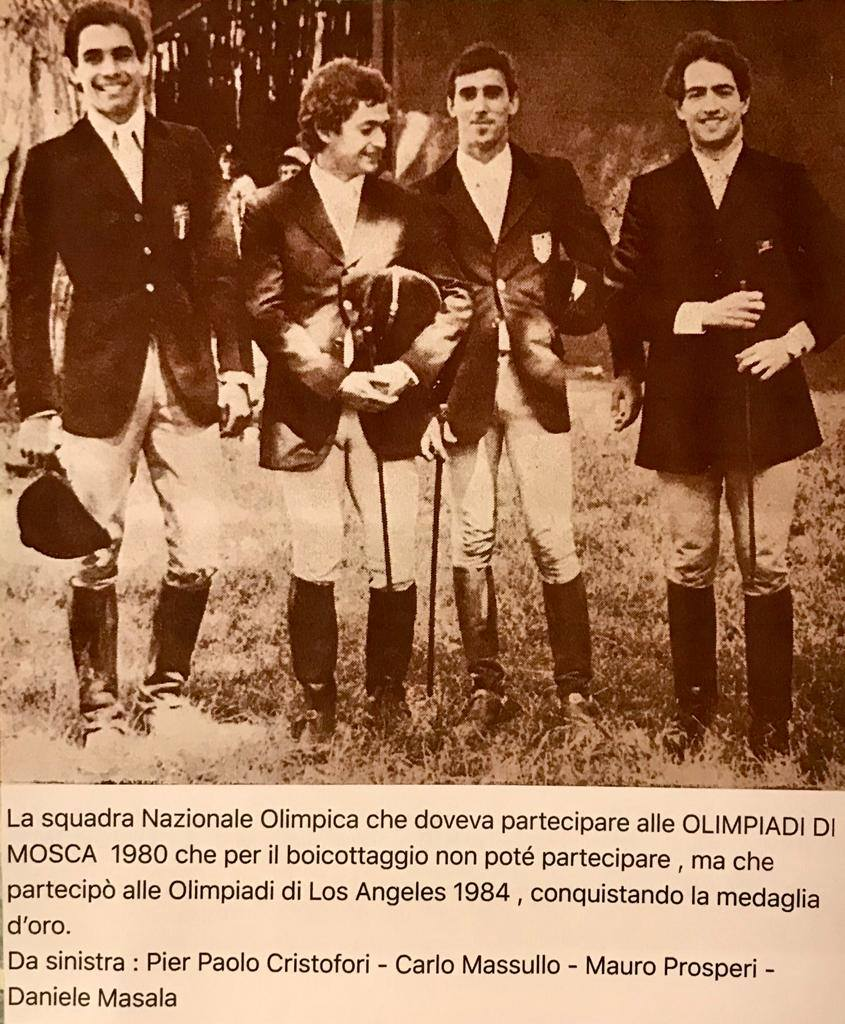

Poliziotto e corridore di resistenza, doveva prendere parte come riserva della squadra italiana di Pentathlon moderno (Pierpaolo Cristofori, Carlo Massullo e Daniele Masala) ai Giochi Olimpici di Mosca 1980, ma non poté partecipare a causa del boicottaggio. La stessa squadra, con Prosperi come riserva viaggiante, vinse la medaglia d’oro ai Giochi Olimpici di Los Angeles 1984.
Prosperi prese parte nel 1994 alla Marathon des Sables, un'ultramaratona che si disputa in Marocco.
Durante il quarto giorno di gara, Prosperi venne sorpreso da una tempesta di sabbia che lo disorientò dirigendolo nella direzione sbagliata e facendogli percorrere centinaia di chilometri in Algeria. Dopo 24 ore trovò un santuario musulmano abbandonato contenente la reliquia di un santo, e sopravvisse bevendo la propria urina. Trovò anche dei pipistrelli appesi al soffitto che decapitò per berne il sangue e mangiarne le interiora. Aspettando in attesa di soccorso, passarono un elicottero e un aeroplano, ma non lo videro.
Terrorizzato dall'idea di morire per disidratazione, Prosperi tentò il suicidio tagliandosi le vene, ma a causa della scarsità d'acqua nel proprio organismo e del calore, il suo sangue era divenuto troppo denso perché potesse morire dissanguato.
Rifocillatosi, riprese il cammino nel deserto seguendo un suggerimento Tuareg datogli prima dell'inizio della gara, ossia di dirigersi verso le prime nubi del mattino. Prosperi proseguì per 9 giorni nel deserto cibandosi di cactus, serpenti e topi catturati, quando si imbatté in una famiglia di pastori nomadi che lo dissetò con latte di capra per poi portarlo ad un campo militare algerino e da lì in un ospedale. Aveva percorso 299 chilometri nella direzione sbagliata ed aveva perso 15 chilogrammi di peso.
Dalla sua avventura Prosperi scrisse il libro autobiografico Quei 10 giorni oltre la vita. La sua storia è stata ripercorsa dal documentario Expeditions To The Edge: Sahara Nightmare di National Geographic Channel, dal programma Escape from Hell di Bear Grylls, andato in onda su Discovery Channel, e in un episodio della docuserie di Netflix Losers uscita nel 2019. Nonostante la terribile esperienza Prosperi ripeté la gara altre 10 volte.